# Mueang Khon Kaen
Mueang Khon Kaen (tiếng Thái: เมืองขอนแก่น) là huyện thủ phủ (Amphoe Mueang) của tỉnh Khon Kaen, đông bắc Thái Lan.

## Địa lý
Huyện này giáp các huyện sau (từ phía bắc theo chiều kim đồng hồ): Ban Haet, Phra Yuen, Ban Fang, Ubolratana, Nam Phong, Sam Sung của tỉnh Khon Kaen, Kosum Phisai và Chiang Yuen của tỉnh Maha Sarakham.

## Lịch sử
Ngày 29 tháng 4 năm 1917, tên huyện được đổi từ Mueang sang Phra Lap (พระลับ). Vào ngày 14 tháng 11 năm 1937 huyện được đổi tên thành Mueang Khon Kaen.

## Hành chính
Huyện này được chia ra thành 17 phó huyện (tambon), và các đơn vị này lại được chia ra thành 267 làng (buôn, sóc, bản, mường, thôn, ấp) (muban). Thành phố (thesaban nakhon) Khon Kaen nằm trên địa phận của cả tambon Nai Mueang. Tha Phra là một thị trấn (thesaban tambon) nằm trên một phần của tambon Tha Phra. 
| STT | Tên        | Tên Thái | Số làng | Dân số  |  |
| --- | ---------- | -------- | ------- | ------- |  |
| 1.  | Nai Mueang | ในเมือง   | -       | 122.370 |  |
| 2.  | Samran     | สำราญ    | 13      | 9.211   |  |
| 3.  | Khok Si    | โคกสี     | 14      | 8.718   |  |
| 4.  | Tha Phra   | ท่าพระ    | 20      | 18.820  |  |
| 5.  | Ban Thum   | บ้านทุ่ม    | 17      | 16.820  |  |
| 6.  | Mueang Kao | เมืองเก่า  | 17      | 22.280  |  |
| 7.  | Phra Lap   | พระลับ    | 18      | 19.900  |  |
| 8.  | Sawathi    | สาวะถี    | 23      | 17.666  |  |
| 9.  | Ban Wa     | บ้านหว้า   | 13      | 10.515  |  |
| 10. | Ban Kho    | บ้านค้อ    | 19      | 14.996  |  |
| 11. | Daeng Yai  | แดงใหญ่   | 10      | 7.078   |  |
| 12. | Don Chang  | ดอนช้าง   | 8       | 4.778   |  |
| 13. | Don Han    | ดอนหัน    | 15      | 9.482   |  |
| 14. | Sila       | ศิลา      | 24      | 41.605  |  |
| 15. | Ban Pet    | บ้านเป็ด   | 23      | 25.156  |  |
| 16. | Nong Tum   | หนองตูม   | 11      | 7.282   |  |
| 17. | Bueng Niam | บึงเนียม   | 12      | 7.170   |  |
| 18. | Non Thon   | โนนท่อน   | 10      | 9.365   |  |